# Esteban Sarmiento
Esteban Sarmiento é primatologista e biólogo. Ele é conhecido por seu trabalho em antropologia de primatas e por aparecer na série de televisão Monster Quest.

## Biografia
Sarmiento conquistou seu Ph.D. em antropologia física em 1985 e desde então até pelo menos 2008 trabalhou como pesquisador associado no Museu Americano de História Natural. Seu principal campo de estudo são os esqueletos de hominoides, incluindo espécies extintas e vivas. De 2002 a 2004, foi bolsista da Fulbright e lecionou fisiologia na Universidade Eduardo Mondlane, em Moçambique.